# جورج ستيوارت (رجل أعمال)
جورج ستيوارت (بالإنجليزية: George Stewart)‏ هو شخصية أعمال نيوزيلندي، ولد في 1885، وتوفي في 1955.